# Signalstein

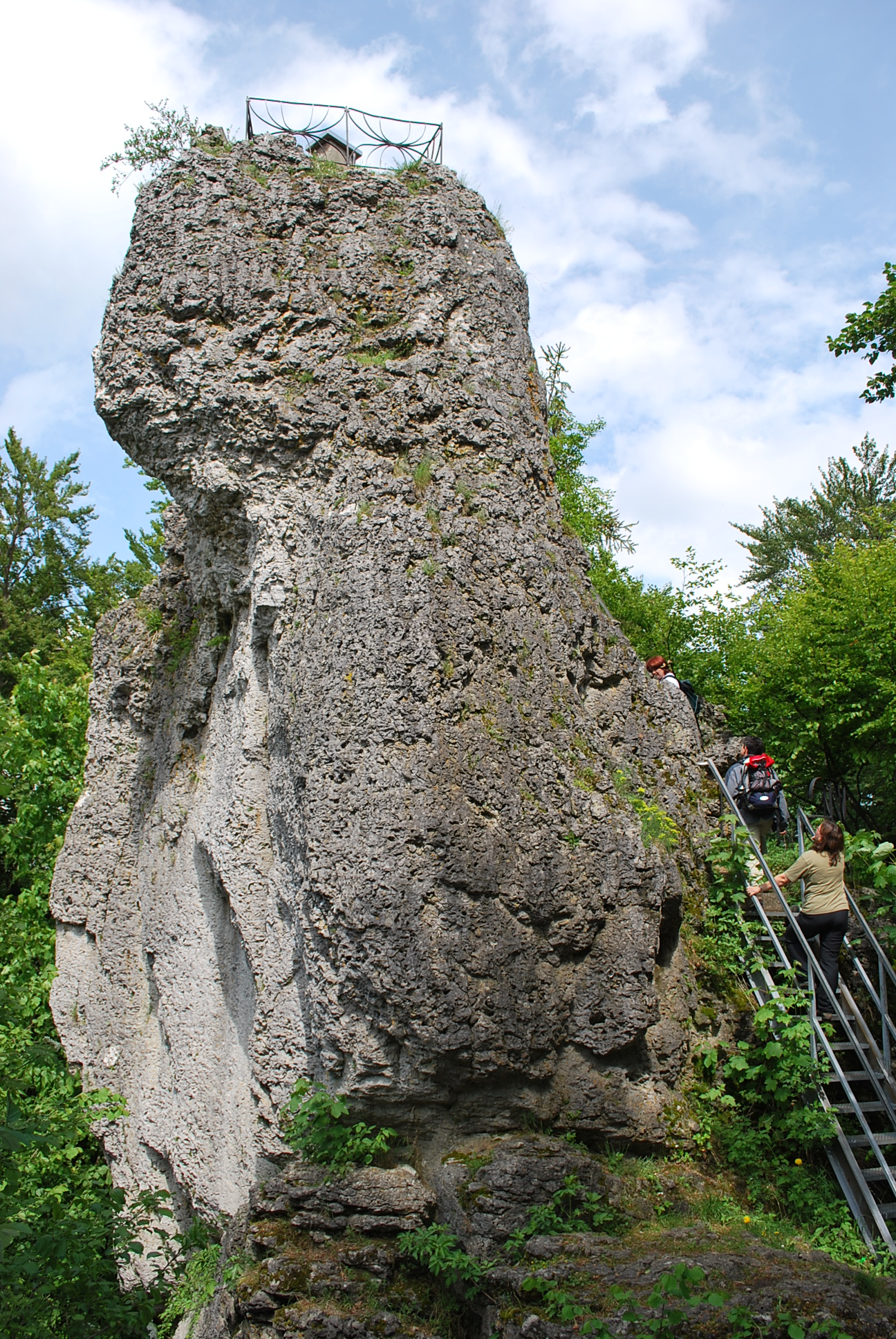
Signalstein

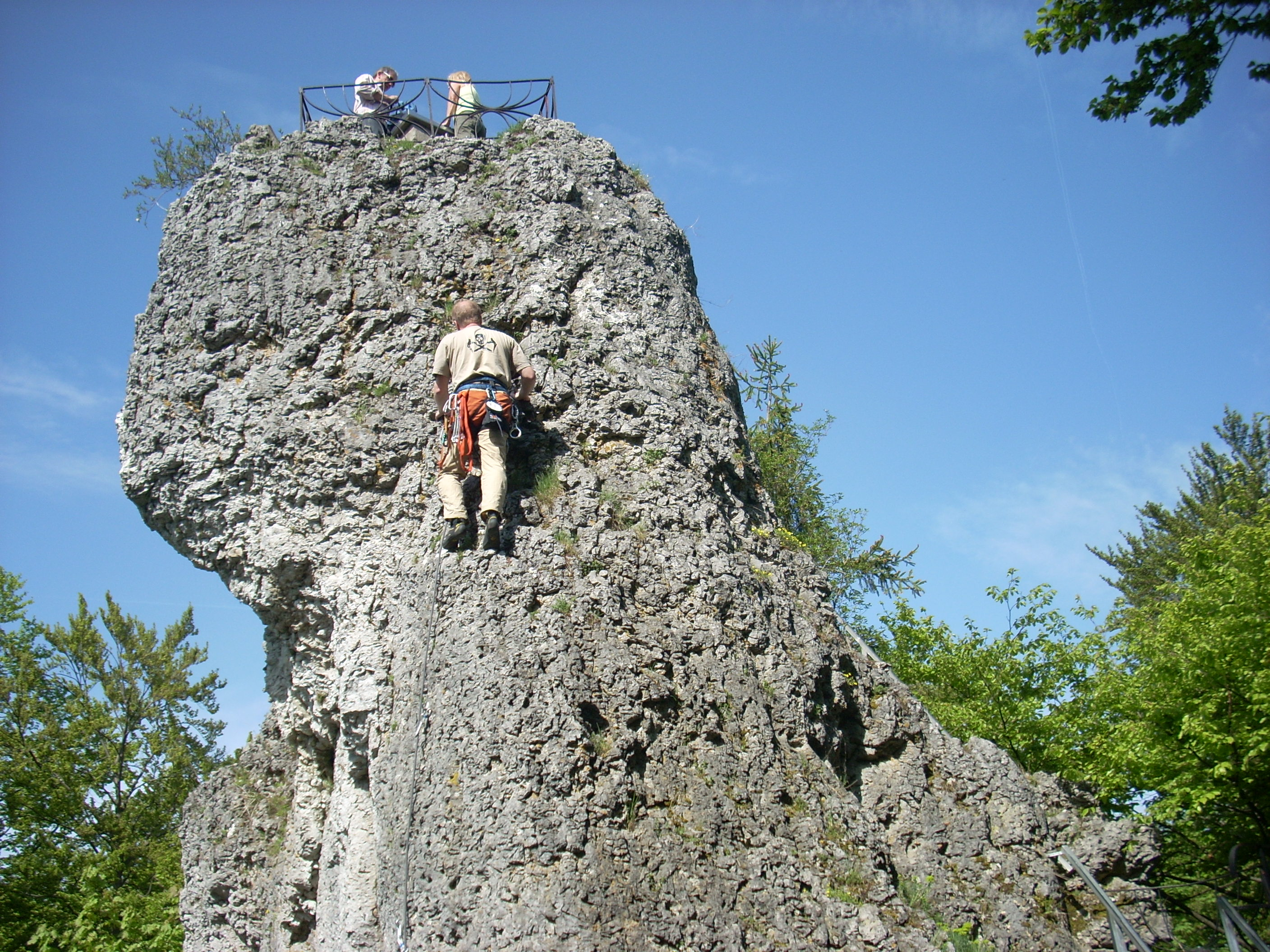
Kletterei am Signalstein

Der Signalstein, auch Signalfels genannt, ist ein etwa 12 m hoher Felsen in der Fränkischen Alb im Gemeindegebiet von Obertrubach im bayerischen Landkreis Forchheim.

## Geographische Lage
Der Signalstein befindet sich im Süden der Fränkischen Schweiz im Naturpark Fränkische Schweiz-Veldensteiner Forst. Er steht auf dem Hirschbühl, einer felsigen Hochfläche östlich des Obertrubacher Ortsteils Sorg. Am oder auf dem Felsen liegt ein trigonometrischer Punkt auf 564,3 m ü. NHN Höhe.

## Geschichte
Im Frankenreich, an der damaligen Ostgrenze, diente der Fels als Signalstelle. Die Übermittlung erfolgte mit Feuer- und Rauchsignalen. Später hatte der Fels dieselbe Funktion für die Egloffsteinschen Burgen Egloffstein, Leienfels und Bärnfels. Alljährlich findet in Sorg das Signalsteinfest statt.

## Wandern, Klettern und Aussichtspunkt
Der Signalstein ist als Wanderziel von den Orten Geschwand (Rotring) oder Wolfsberg (Rotpunkt) aus zu erreichen. Über den Parkplatz nördlich von Sorg ist er in wenigen Minuten zugänglich. Sein Gipfel wird über eine Treppenanlage bestiegen. Am Fels darf geklettert werden. Es gibt sechs Kletterrouten mit den Schwierigkeitsgraden 3 bis 8 (UIAA). Neutouren sind nicht erlaubt. In der Nähe des Signalsteins befindet sich mit der Klagemauer ein weiteres Kletterziel im Klettergebiet Nördlicher Frankenjura.
Der Gipfel des Felsens dient als Aussichtspunkt. Die umliegenden Burgen sind von dort aber nicht mehr sichtbar, da der Waldbestand zu dicht geworden ist; jedoch befindet sich auf dem Gipfel eine waagerecht angebrachte Tafel, auf der die Richtungen umliegender Orte eingraviert sind.
Der Signalstein ist als Naturdenkmal (ND-04550) ausgewiesen.